# Pleurothallis thysana
Pleurothallis thysana är en orkidéart som beskrevs av Carlyle August Luer och José Portilla. Pleurothallis thysana ingår i släktet Pleurothallis och familjen orkidéer.
Artens utbredningsområde är Ecuador. Inga underarter finns listade i Catalogue of Life.